# V338 Большой Медведицы
V338 Большой Медведицы (лат. V338 Ursae Majoris) — одиночная переменная звезда в созвездии Большой Медведицы на расстоянии (вычисленном из значения параллакса) приблизительно 15673 световых лет (около 4805 парсеков) от Солнца. Видимая звёздная величина звезды — от +14,34m до +13,58m.

## Характеристики
V338 Большой Медведицы — пульсирующая переменная звезда типа RR Лиры (RRAB).